# 歐文 (蘇格蘭)
歐文（英語：Irvine)）是英國蘇格蘭的一座城鎮，位於北艾爾郡，是一座經過規劃的新城。據2007年估計，歐文有人口39,527人，是北艾爾最大的城市。